# Роло
Роло (итал. Rolo) —  коммуна в Италии, в провинции Реджо-нель-Эмилия области Эмилия-Романья.
Население составляет 3631 человек, плотность населения составляет 259 чел./км². Занимает площадь 14 км². Почтовый индекс — 42047. Телефонный код — 0522.
Покровителями коммуны почитаются святитель Зенон Веронский, празднование 12 апреля, и святая Викентия, празднование в третье воскресение июня и последующий понедельник.